# وارتبورگ (قلعه)
قلعه وارتبورگ در ایالت تورینگن، آلمان واقع است. در سال ۱۹۹۹ قلعه وارتبورگ به عنوان «بنای یادبودی برجسته از دوره فئودالی در اروپای مرکزی» در فهرست میراث جهانی یونسکو به ثبت رسید.
این قلعه توسط لودویگ اسپرینگر برای حفظ مرزهای شهر فریبورگ بنا شده بود.